# Blennidus davidsoni
Blennidus davidsoni là một loài bọ chân chạy thuộc phân họ Pterostichinae, được Straneo mô tả năm 1985.